# Continental Championships and the Wilkinson Lady Championships 1996
Continental Championships 1996 and Wilkinson Lady Championships — тенісні турніри, що проходили на кортах з трав'яним покриттям у Росмалені (Нідерланди). Належали, відповідно, до серії World в рамках Туру ATP 1996, а також до серії Tier III в рамках Туру WTA 1996. Чоловічий турнір тривав з 10 до 16 червня, а жіночий — з 17 до 22 червня 1996 року. Річі Ренеберг і Анке Губер здобули титул в одиночному розряді.

## Фінальна частина

### Одиночний розряд, чоловіки
Річі Ренеберг —  Стефан Сіміан 6–4, 6–0
- Для Ренеберга це був 1-й титул за рік і 17-й — за кар'єру.

### Одиночний розряд, жінки
Анке Губер —  Гелена Сукова 6–4, 7–6(7–2)
- Для Губер це був 1-й титул за рік і 8-й — за кар'єру.

### Парний розряд, чоловіки
Пол Кілдеррі /  Павел Візнер —  Андерс Яррід /  Деніел Нестор 7–5, 6–3
- Для Кілдеррі це був єдиний титул за сезон і 1-й — за кар'єру. Для Візнера це був 2-й титул за сезон і 2-й — за кар'єру.

### Парний розряд, жінки
Лариса Нейланд /  Бренда Шульц-Маккарті —  Крісті Богерт /  Гелена Сукова 6–4, 7–6(9–7)
- Для Нейланд це був 3-й титул за сезон і 59-й — за кар'єру. Для Шульц-Маккарті це був 5-й титул за сезон і 14-й — за кар'єру.